# Татнет
ТатНет — скорочено від татарський Інтернет — сукупність інформаційних ресурсів мережі Інтернет, створених на державних мовах Республіки Татарстан (татарська та/або російська мови) і розповідають про Татарстан і/або татарський народі (згідно з альтернативним визначенням, Татнет — це сукупність всіх ресурсів у мережі Інтернет, основним змістом яких є матеріали про татарський народ і/або Татарстан, незалежно від мови, на якому створені ці ресурси).

## Історія виникнення
Татнет виник приблизно у 1994 році з появою інтернет-розсилки TMG (англ. Tatar e-Mail Group) по обміну повідомленнями і файлами для татар, які проживали в США і Туреччині та відкриттям web-сервера «Казань в мережі Інтернет». Надалі в 1995 році був організований сервер «Татарстан в мережі Інтернет» (https://web.archive.org/web/20130719061331/http://www.kcn.ru/), а у 1996 році — сайт «Самарські татари» (https://web.archive.org/web/20070625054422/http://www.ssu.samara.ru/~povolzje/tatari.htm), у 1997 році виникли: музичний сайт Алхана Акіділа (akidil.net); сайт радіо «Азатлік» (http://www.azatliq.org/ [Архівовано 27 травня 2018 у Wayback Machine.]), офіційний сервер Республіки Татарстан (https://web.archive.org/web/20031028001421/http://www.tatar.ru/); у 1998 році — сайти Всесвітнього конгресу татар (https://web.archive.org/web/20180427010857/http://tatar-kongress.org/), австралійської співачки Зули Камалової (http://www.zulya.com/ [Архівовано 9 червня 2020 у Wayback Machine.] та деякі інші.
Переломним етапом у розвитку ТатНету стала середина 2000 року З цього періоду темпи зростання числа користувачів мережі Інтернет в Татарстані, чимале число серед яких складають й етнічні татари, значно зростають. З'явився перший Татарський інтернет-магазин. З'являються перше татарське інтернет-радіо «Дулкын» (2001 р.), електронна газета Інтертат (2002 р.) (http://www.intertat.ru [Архівовано 31 березня 2022 у Wayback Machine.]), Всесвітній татарський портал Татарлар.ру (2002 р.), і багато інших цікавих вебпроектів татарської тематики. 24 квітня 2002 року в Казані проходила Науково-практична конференція «Національні мови й інформаційні технології» та круглий стіл: «Татарська мова та комп'ютерні технології». 1 квітня 2003 року стартував міжнародний конкурс Інтернет-проектів конкурс «Татнет йолдызлары» («Зірки Татнета»). Всього в конкурсі взяли участь 115 сайтів (з урахуванням тюркських сайтів). У 2004 р. брало участь — 78 сайтів, у 2005 р. — 82 сайту, у 2006 р. -177 сайтів, в 2007 р. — 176, у 2008—237.
7 березня 2003 р. Указом Президента Республіки Татарстан були прийняті «Основи державної політики Республіки Татарстан в галузі інформатизації та зв'язку» на 2003—2007 роки. Вони заклали основи розвитку державного сектора Татнету на найближчі роки. Слід зазначити, однак, що одним з головних достоїнств Татнета є його незалежність від державних органів. Уряд Татарстану не є головною рушійною силою розвитку Татнету.
У Мінзв'язку РТ був розроблений проект «Комплексна програма розвитку інформатизації Республіки Татарстан (Електронний Татарстан 2005—2010 роки)».
У червні 2004 року пошукова система Google почала підтримувати пошук татарською мовою (http://www.google.com/intl/tt/ [Архівовано 9 лютого 2010 у Wayback Machine.]) (Алгоритм пошуку розроблений і наданий безкоштовно фондом «Татарнамэ» і для пошукової системи Yahoo). Також в цей рік відкрилася Вікіпедія татарською мовою.
У жовтні 2004 року була прийнята «Державна програма Республіки Татарстан по збереженню, вивченню та розвитку державних мов Республіки Татарстан та інших мов у Республіці Татарстан» на 2004—2013 роки". У цій програмі містився план розвитку державного сектору Татарського Інтернету з метою впровадження і вдосконалення комп'ютерних стандартів для використання татарської мови в інформаційних технологіях, продовження розробки драйверів і шрифтів для татарської мови, розвитку і систематизації загальнодоступних інформаційних ресурсів татарською мовою у міжнародній комп'ютерній мережі Інтернет, продовжити розробку комп'ютерної моделі татарської мови, що включає моделі фонології, морфології і синтаксису, відповідних інформаційних ресурсів і програм їх оброблення, продовжити розробку системи синтезу і розпізнавання татарської мови і багато іншого.
У травні 2005 року Громадська організація «Татарський Інтернет» заявила про свої плани по створенню національного домену першого рівня .TS і комерційного домену .ТАТ.
У серпні 2005 роаку ТОВ «Центр», м. Казань спільно з російською компанією ALT Linux за підтримки Міністерства інформатизації і зв'язку Республіки Татарстан виконали проект по локалізації татарською мовою операційної системи ALT Linux v2.4 (оболонки KDE) і комунікаційних додатків Mozilla Firefox та Mozilla Thunderbird.
У травні 2006 році в Казані проходив IV форум Татнету за участі запрошених спеціалістів з Москви (РОЦІТ) у рамках Всеросійського інтернет-марафону (РІФ), за підсумками якого були опубліковані доповіді (https://web.archive.org/web/20160304191603/http://tatmedia.ru/analitics/dokladi_i_/). Перший форум пройшов на федеральному рівні. Ця зустріч заклала основи для співробітництва між республіканським і всеросійським мережевими спільнотами розробників сайтів.
У травні 2006 р. відкрилися Татарська електронна бібліотека (http://kitap.net.ru [Архівовано 17 липня 2010 у Wayback Machine.]) і Tatar.com.ru для вивчення татарської мови (http://tatar.com.ru/ [Архівовано 14 травня 2018 у Wayback Machine.]) Середньодобова відвідуваність 6000 — 8000 унікальних відвідувань щоденно Авторами проектів стали фахівці фонду розвитку татарської мови і культури «Татарнамэ» Равіль Сабіров, Айдар Галіакберов та ряд інших осіб, що активно працюють у сфері викладання татарської мови.
У червні 2006 р. в Казані була урочисто представлена операційна система Windows з інтерфейсом татарською мовою (http://www.microsoft.com/downloads/details.aspx?FamilyId=DF7B11A7-7404-49E8-9B0B-5F392429BB01&displaylang=ru [Архівовано 13 вересня 2010 у Wayback Machine.]). На жаль, в локалізації були допущені помилки (http://tatar.com.ru/xp/ [Архівовано 9 березня 2020 у Wayback Machine.]).
У червні 2006 р. в рамках програми «Електронний Татарстан» також відкрився офіційний портал уряду Республіки Татарстан (www.prav.tatar.ru) з інтернет-приймальнею, де кожен бажаючий може поставити запитання урядовцям і оперативно отримати відповідь.
У березні 2007 року розпочав свою роботу проект Tatarland.ru — перша татарська соціальна мережа у світі (автор — Анвар Хусаїнов). У травні 2008 р. відбулося злиття проектів duslar.ru і tatarland.ru і тепер соцмережа називається «Duslar.ru» Кількість зареєстрованих користувачів — 110 000 (на липень 2009 р.). Середньодобова відвідуваність порталу Duslar.ru складає майже 4000 осіб на добу. Більше тільки у Татарнамэ «Все для вивчення татарської мови» (http://tatar.com.ru/ [Архівовано 14 травня 2018 у Wayback Machine.])
5 вересня 2007 році.в Казані на V ювілейній міжнародній конференції «Інфокомунікаційні технології Глобального інформаційного суспільства» була презентована операційна система Windows Vista та Office 2007, локалізовані татарською мовою фахівцями фонду «Татарнамэ».
6 серпня 2008 року в домені SU була відкрита реєстрація доменних імен національними мовами народів Російської Федерації, в тому числі й татарською. Тепер кожен бажаючий може завести домен татарською мовою з використанням в рядку браузера татарських букв кирилиці.
У серпні 2006 р. відкрився сайт Татарської віртуальної гімназії (www.tatar.org.ru), на якому викладені словники та підручники татарською мовою (Створений і наповнюється фахівцями фонду «Татарнамэ» (http://tatar.com.ru/ [Архівовано 14 травня 2018 у Wayback Machine.])).
Також у 2010 році був відкритий книжковий фонд татарської літератури (www.tatknigafond.ru). Сплачено з бюджету Республіки Татарстан 15 мільйонів рублів.
Таткнигафонд значно поступається Татарській електронній бібліотеці (http://kitap.net.ru [Архівовано 17 липня 2010 у Wayback Machine.]) за якістю та кількістю, створеної безкоштовно фондом «Татарнамэ».
Татнет зіграв і продовжує грати найважливішу роль у культурній та етнічній консолідації татарського народу.

### Татаромовні локалізації
У червні 2004 р. пошукова система Google почала підтримувати пошук татарською мовою (http://www.google.com/intl/tt/ [Архівовано 9 лютого 2010 у Wayback Machine.]) (Алгоритм пошуку розроблений і наданий безкоштовно фондом «Татарнамэ» і для пошукової системи Yahoo) і відкрилася Вікіпедія татарською мовою.
У червні 2006 р. в Казані була представлена операційна система Windows з інтерфейсом татарською мовою (http://www.microsoft.com/downloads/details.aspx?FamilyId=DF7B11A7-7404-49E8-9B0B-5F392429BB01&displaylang=ru [Архівовано 13 вересня 2010 у Wayback Machine.]). На жаль, в локалізації були допущені помилки (http://tatar.com.ru/xp/ [Архівовано 9 березня 2020 у Wayback Machine.]), але це не затьмарює того факту, що тепер існує татароязычная локалізація всесвітньо відомого програмного продукту.
У червні 2006 р. в рамках програми «Електронний Татарстан» також відкрився офіційний портал уряду Республіки Татарстан (www.prav.tatar.ru) з інтернет-приймальні, де кожен бажаючий може задати питання урядовцям і оперативно отримати відповідь.
У 2008—2009 роках фондом «Татарнамэ» (http://tatar.com.ru/ [Архівовано 14 травня 2018 у Wayback Machine.]) локалізована на татарську мову оболонка KDE для Linux і Open Office в дистрибутивах для загальноосвітніх установ Республіки Татарстан (http://mon.tatar.ru/rus/realizaciya_pspo.htm/ [Архівовано 14 червня 2009 у Wayback Machine.]).
10 липня 2010 р. Яндекс переклав свій інтерфейс татарською мовою (включаючи і пошту), зробив пошук на татарською мовою і відкрив офіс в Казані. (http://www.yandex.ru/?lang=tt [Архівовано 8 грудня 2011 у Wayback Machine.])

### Заходи Татнета
У червні 2003 р. відбувся перший форум Татнету, організований агентством Інтертат та в якому взяли участь багато творці сайтів. В подальшому пройшли ще II, III і IV Форуми Татнета у 2004—2006 рр. під егідою Агентства «Татмедіа». 13 січня 2004 року був прийнятий закон РТ «Про інформаційні ресурси та інформатизацію Республіки Татарстан». В цьому законі передбачалося створення на паритетній основі ресурсів державними мовами.
1 квітня 2003 р. стартував міжнародний конкурс Інтернет-проектів конкурс «Татнет йолдызлары» («Зірки Татнету»). Всього в конкурсі взяли участь 115 сайтів (з урахуванням тюркських сайтів).
- У 2004 р. брало участь — 78 сайтів,
- у 2005 р. — 82 сайту,
- у 2006 р. -177 сайтів,
- у 2007 р. — 176,
- у 2008 р. — 237
- у 2012 р. — 220.